# 片冈聪
片冈聪（かたおか さとし，1958年8月3日—），日本职业围棋棋手，日本棋院九段。
片冈出生于千叶县松户市，1967年成为日本棋院院生，拜在榊原章二九段门下。1972年入段，1988年升为九段。片冈曾于1982年和1983年两度获得天元战冠军，1982年第7届新人王戰冠军。并曾于1994年挑战本因坊战，负于赵治勋。
片冈于1980年代初期崭露头角，棋风厚实，与山城宏、王立诚和小林觉并称谓当时的希望之星。